# Kyebang-san
Kyebang-san (koreanska: 계방산) är ett berg i Sydkorea.   Det ligger i provinsen Gangwon, i den norra delen av landet, 130 km öster om huvudstaden Seoul. Toppen på Kyebang-san är 1 577 meter över havet. Kyebang-san ingår i Odae-sanmaek.
Terrängen runt Kyebang-san är huvudsakligen kuperad. Kyebang-san är den högsta punkten i trakten. Runt Kyebang-san är det ganska glesbefolkat, med 29 invånare per kvadratkilometer. I omgivningarna runt Kyebang-san växer i huvudsak blandskog.